# Feuersbach

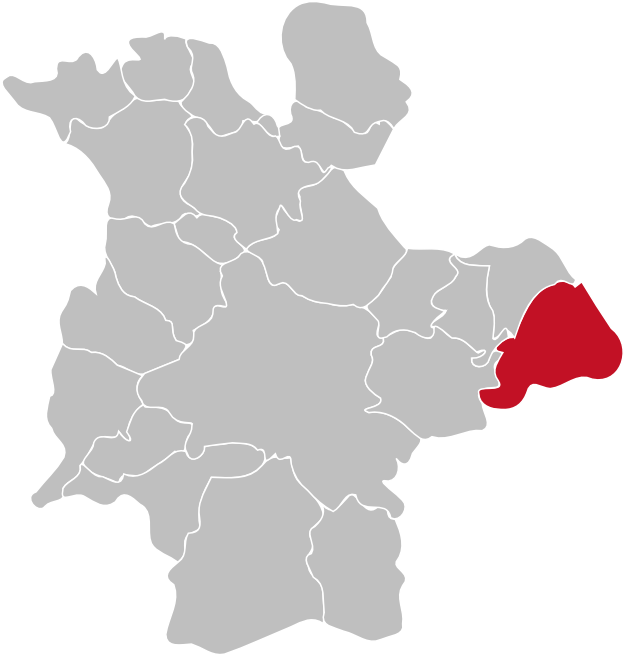
Os bairros da cidade de Siegen e a localização de Feuersbach (em vermelho)

Feuersbach é um bairro (Stadtteil) da cidade de Siegen, na Alemanha. Feuersbach é também o nome do córrego (em alemão, Bach) no vale do qual o bairro se encontra. É neste córrego que o Breitenbach, córrego advindo do bairro homónimo, deságua.
O mais antigo documento a mencionar Feuersbach - então uma aldeia independente - data de 23 de setembro de 1337. Até 1° de janeiro de 1969, Feuersbach era um município independente que pertencia à associação de municípios (Amt) de Netphen. Com a reforma territorial válida a partir desta data, a localidade foi incorporada à cidade de Siegen.
O bairro encontra-se no distrito municipal (Stadtbezirk) III (Leste) da cidade de Siegen e faz fronteira com as seguintes localidades: ao norte, com o bairro de Breitenbach; a leste, com a cidade de Netphen; a leste e ao sul, com o município de Wilnsdorf; a oeste, com os bairros de Kaan-Marienborn e Volnsberg. O bairro contava com uma população de apenas 404 habitantes em 30 de junho de 2022.